# Trevi nel Lazio
Trevi nel Lazio és un comune (municipi) de la província de Frosinone, a la regió italiana del Laci.
Trevi nel Lazio limita amb els municipis d'Arcinazzo Romano, Filettino, Fiuggi, Guarcino, Jenne, Vallepietra i Piglio.
A 1 de gener de 2019 tenia 1.809 habitants.